# Hotel Llao Llao
O Llao Llao Hotel & Resort é um tradicional hotel de Bariloche, Província de Río Negro, Argentina.
O mesmo se encontra ao oeste da cidade, especificamente na Av. Exequiel Bustillo km 25. O prédio se encontra em uma pequena colina entre os lagos Nahuel Huapi e Moreno. É una construção de princípios do século XX de estilo canadense, realizada em madeira, pedra e telhas normandas. Com 173 quartos e 28 suítes, conta, além disso, com campo de golfe de 18 buracos, spa, e pileta climatizada.
O hotel foi instalado dentro do Parque Nacional Nahuel Huapi, rodeado de cristalinos lagos, majestosas montanhas e bosques, que lhe concedem uma vista sem igual na região.
Desde suas instalações podem apreciar-se os cerros López, Capela e o Tronador.
Esta construção foi desenhada pelo arquiteto Alejandro Bustillo e concretizada pelo mesmo Alejandro Bustillo junto com o arquiteto francês Jean-Michel Frank graças a Casa Comte. Este equipe também desenhou e construiu o Hotel Provincial e o Casino Central, ambos da cidade de Mar del Plata, província de Buenos Aires. Seu projeto foi selecionado em um concurso público, ainda que questionado por seu parentesco com o presidente de Parques Nacionais da República Argentina, Exequiel Bustillo. Ainda assim, o estilo era o que segundo o jurado selecionador, mais concordava com as características da região. Começou-se sua construção em 1936, para o qual deveram derrubar-se mais de cinco mil árvores no lugar de desenvolvimento da construção. Foi construído inteiramente em madeira e pedra, e seu teto coberto de telhas de lariço. Para que os passageiros pudessem apreciar o entorno, foram construídos balcões, terraços e grandes janelas.
Seu nome se deve a um fungo muito comum na região, o Llao Llao, que cresce aderido ao ñire e ao coihue, árvores muito comuns na zona. O nome llao llao significa, além disso, em língua aborígene, rico rico, doce doce.
Em 31 de dezembro de 1938, se realizou o primeiro evento em suas instalações, mas foi oficialmente inaugurado em 8 de janeiro de 1939. Sua administração foi confiada ao consórcio do Plaza Hotel de Buenos Aires.
Em 29 de outubro de 1939, um incêndio destruiu quase por completo as instalações. No obstante isso, a tragédia no desanimou aos Bustillo que, quase imediatamente, começaram a reconstrução deste edifício e, assim, um ano depois, em 15 de dezembro de 1940, reabriram suas portas ao público.
Apesar de seu renome internacional, o governo foi abandonando-o pouco a pouco a sua sorte, de tal maneira que em 1979 fechou suas portas, após várias tentativas falidas por privatizá-lo. Permaneceu em total abandono até 1991, em que foi privatizado, sendo a empresa Llao Llao Holding a adjudicada. Esta começou a remodelar o edifício respeitando o projeto original. Em 3 de julho de 1993 foi inaugurado sob o nome de Llao-Llao Hotel & Resort Golf Spa.